# Pterospermum thorelii
Pterospermum thorelii är en malvaväxtart som beskrevs av Jean Baptiste Louis Pierre. Pterospermum thorelii ingår i släktet Pterospermum och familjen malvaväxter. Inga underarter finns listade i Catalogue of Life.